# Marquesado de Alcántara del Cuervo
El marquesado de Alcántara del Cuervo es un título nobiliario español creado por el rey Carlos II el 13 de mayo de 1667 en favor de Agustín Domingo Villavicencio y Mesía, caballero de la Orden de Calatrava. Contó con el vizcondado previo de Crespellina.

## Marqueses de Alcántara del Cuervo
| Titular                             | Titular                                        | Periodo                |
| Creación por Carlos II              | Creación por Carlos II                         | Creación por Carlos II |
| ----------------------------------- | ---------------------------------------------- | ---------------------- |
| I                                   | Agustín Domingo Villavicencio y Mesía          | 1667-                  |
| II                                  | Francisco de Villavicencio y Mesía             | 1671-                  |
| III                                 | Julián de Villavicencio y Cañas                |                        |
| IV                                  | Manuel de Villavicencio y Castrillo            |                        |
| V                                   | Luis Antonio de Villavicencio y Salcedo        | 1755-                  |
| VI                                  | José Joaquín de Villavicencio y Castejón       | 1816-                  |
| Rehabilitación por Alfonso XII      |                                                |                        |
| VII                                 | Luis de Villavicencio y de Forestier           | 1883-                  |
| Rehabilitación por Francisco Franco |                                                |                        |
| VIII                                | José María de la Torre y Montalvo              | 1953-1967              |
| IX                                  | Federico de León y Arias de Saavedra           | 1972-1976              |
| X                                   | Carlos de Villavicencio-Margheri y Weinlechner | 1983-2006              |
| XI                                  | Benedit de Villavicencio-Margheri y Neumann    | 2008-                  |

## Historia de los marqueses de Alcántara del Cuervo
I. Agustín Domingo Villavicencio y Mesía, i marqués de Alcántara del Cuervo, caballero de la Orden de Calatrava.
En 1671 le sucedió su hermano:
II. Francisco de Villavicencio y Mesía, ii marqués de Alcántara del Cuervo.
Le sucedió su hijo:
III. Julián de Villavicencio y Cañas, iii marqués de Alcántara del Cuervo.
Le sucedió su hijo:
IV. Manuel de Villavicencio y Castrillo, iv marqués de Alcántara del Cuervo.
Casó con Isabel María de Salcedo y Río. En 1755 le sucedió su hijo:
V. Luis Antonio de Villavicencio y Salcedo, v marqués de Alcántara del Cuervo.
Casó con María Josefa de Castejón y Salcedo, vi condesa de Villarrea y iv de Fuerteventura. En 1816 le sucedió su hijo:
VI. José Joaquín de Villavicencio y Castejón, vi marqués de Alcántara del Cuervo, vii conde de Villarrea y v de Fuerteventura. Fue presidente de la Diputación Provincial de Soria.
En 1883, por rehabilitación, le sucedió su nieto:
VII. Luis de Villavicencio y de Forestier, vii marqués de Alcántara del Cuervo.
En 1953, por rehabilitación, le sucedió:
VIII. José María de la Torre y Montalvo (1923-1991), viii marqués de Alcántara del Cuervo, vii marqués de Montemuzo.
Casó el 6 de diciembre de 1963 con Ángela María Téllez-Girón y Duque de Estrada, grande de España, xvi duquesa de Osuna y xvi duquesa de Arcos, entre otros muchos títulos. En 28 de abril de 1972, en ejecución de sentencia, le sucedió:
IX. Federico de León y Arias de Saavedra, ix marqués de Alcántara del Cuervo, caballero de la Real Maestranza de Caballería de Sevilla.
El 2 de marzo de 1983, en ejecución de sentencia, le sucedió:
X. Carlos de Villavicencio-Margheri Weinlechner (m. 2006), x marqués de Alcántara del Cuervo.
El 2008 le sucedió su nieto:
XI. Benedit de Villavicencio-Margheri Neumann (n. 2001), xi marqués de Alcántara del Cuervo.
Hijo de Andreas de Villavicencio-Margheri y Reventlow, ix conde de Fuerteventura.